# Banda Occaneechi de la Nación Saponi
La Banda Occaneechi de la Nación Saponi son descendientes  del los indios históricos Saponi y otros grupos indígenas sioux-hablantes quienes ocupaban el Piedmont de Carolina del Norte y Virginia. La comunidad está localizada principalmente en Pleasant Grove Township, en el condado Alamance County, Carolina del Norte. La tribu mantiene una oficina en Mebane, donde lleva a cabo programas para beneficiar a los aproximadamente 1100 miembros tribales registrados.
La documentación que vincule los miembros de la tribu a las tribus históricas de los Occaneechi y Saponi es limitada. Después de las guerras en el sureste en el siglo XVIII, la mayoría de los miembros restantes de la tribu Saponi fueron al norte en 1740 para protección con los Iroqués.  Después de la Revolución americana de las Trece Colonias, se reubicaron con los Iroqués en Canadá, ya que habían sido aliados de los británicos.
Después de la guerra y migración, los Saponi desaparecieron del registro histórico en el sureste de Estados Unidos, en parte debido a la discriminación racial que a menudo los incluía en registros sólo como personas de color libres, como los estados y el gobierno federal no tenían ninguna categoría en censos para el indio americano. Esto era especialmente cierto en los últimos años del siglo XIX y los primeros años del siglo XX, después de que los demócratas blancos recuperaron el control de las legislaturas estatales en el sur e impusieron un sistema binario de segregación racial.
La mayoría de los Saponi que se quedaron en Carolina del Norte se asimilaron a la cultura dominante. La comunidad tradicionalmente fue localizada en la comunidad vieja llamada "Pequeño Tejas" de Pleasant Grove Township, donde la tribu posee 25 acres (100 000 m²) de tierra. En el siglo XX, la tribu trabajó duro para revivir sus tradiciones culturales. Está desarrollando una facilidad central tribal actualmente. Esto incluirá un pueblo Occaneechi reconstruido del año 1700, un museo, una granja de leña de los años 1880, un espacio para reuniones comunitarias y áreas para aulas.

## Reconocimiento
La Banda Occaneechi-Saponi está reconocida por el estado de Carolina del Norte.
A pesar de que la Comisión de Asuntos Indios de Carolina del Norte de Asuntos indios (North Carolina Commission of Indian Affairs, NCCIA) originalmente opuso la concesión del reconocimiento oficial, un juez de ley administrativa encontró que los Occaneechi-Saponi cumplían con las guías establecidas para el reconocimiento oficial y recomendó que la comisión apruebe la petición para el reconocimiento oficial de la tribu. Esta recomendación se convirtió en la decisión final  del caso cuando el NCCIA falló en emitir una decisión final dentro de los plazos máximos puestos adelante en N.C. Gen. Stat. § 150B-44 (1991).
El NCCIA apeló la decisión, pero la Corte Suprema de Carolina del Norte negó la revisión y disolvió una estancia provisional en 2001. (Ve 354 N.C. 365, 556 S.E.2d 575 (2001). Esto significó que la recomendación del juez administrativo permaneció intacta.

## Actividades
La tribu organiza un pow-wow anual en el segundo fin de semana en junio en su propiedad tribal en Dailey Store Road, diez millas (16 km) al norte de Mebane.